# Klassiek Weimar
Klassiek Weimar werd in 1998 ingeschreven op de Unesco-Werelderfgoedlijst. De nominatie erkent de hoge artistieke kwaliteit van de openbare en particuliere gebouwen en parken in en rond de stad Weimar, die alle getuigen van de opmerkelijke culturele bloei van het Klassisches Weimar, ook gekend als Weimarer Klassik. Het verlichte hertogelijk mecenaat van hertog Karel August van het Hertogdom Saksen-Weimar-Eisenach trok veel van de toonaangevende schrijvers en denkers in Duitsland, zoals Goethe, Herder, Schiller en Jean Paul naar Weimar in de late 18e en vroege 19e eeuw, waardoor Weimar het culturele centrum van het Europa destijds werd.
Het werelderfgoed omvat 12 sites in Weimar: 
- Goethes Wohnhaus aan het Frauenplan
- Herders Wohnhaus
- Petrus en Pauluskerk
- Wilhelm-Ernst-Gymnasium (Alte Universität)
- Schillerhaus
- Stadtschloss (Ensemble van de Residenz en de Bastille)
- Wittumspalais
- Park an der Ilm met het Römisches Haus en Goethes Gartenhaus
- Weimarer Fürstengruft
- Schloss Belvedere
- Schloss Ettersburg
- Schloss Tiefurt
- Hertogin Anna-Amalia-bibliotheek

Dom van Aken · Abdij en Altenmünster van Lorsch · Slot Augustusburg en slot Falkenlust in Brühl · Bamberg · Bauhaus en zijn sites in Weimar, Dessau en Bernau · Klassiek Weimar · Fagusfabriek · Rammelsbergmijnen en historische stad Goslar · Dom van Keulen · Hanzestad Lübeck · Luthergedenkplaatsen in Eisleben en Wittenberg · Abdij van Maulbronn · Groeve Messel · Fürst-Pückler-Park Bad Muskau · Kloostereiland Reichenau · Museuminsel in Berlijn · Parklandschap Dessau-Wörlitz · Stiftskerk, kasteel en historisch centrum van Quedlinburg · Bedevaartskerk van Wies · Historisch centrum van Regensburg met Stadtamhof · Romeinse monumenten, Dom en Onze-Lieve-Vrouwekerk in Trier · Oude en voorhistorische beukenbossen van de Karpaten en andere regio's van Europa · Paleizen en parken van Potsdam en Berlijn · Michaeliskirche en Dom van Hildesheim · Dom van Speyer · Historisch centrum van Stralsund en Wismar · Stadhuis en Rolandstandbeeld van Bremen · Grenzen van het Romeinse Rijk: Opper-Germaans-Raetische limes · Bovenloop van het Midden-Rijndal · IJzersmelterij van Völklingen · Kasteel Wartburg · Residentie van Würzburg · Kolenmijn en industriecomplex Zeche Zollverein in Essen · Modernistische woonwijken in Berlijn · Waddenzee · Prehistorische paalwoningen in de Alpen · Markgrafelijk Operahuis in Bayreuth · Bergpark Wilhelmshöhe · Karolingisch westwerk en Civitas Corvey · Speicherstadt en het Kontorhausviertel met het Chilehaus in Hamburg · Architecturaal werk van Le Corbusier (Weißenhofsiedlung) · Grotten en kunst uit de ijstijd in de Zwabische Jura · Archeologisch grenslandschap van Hedeby en de Danevirke · Dom van Naumburg ·  Mijnstreek Erzgebirge/Krušnohoří · Waterbeheersysteem van Augsburg · Historische kuuroorden van Europa (Bad Ems, Baden-Baden en Bad Kissingen) · Mathildenhöhe Darmstadt · Grenzen van het Romeinse Rijk - De Neder-Germaanse limes · ShUM-sites van Speyer, Worms en Mainz · Grenzen van het Romeinse Rijk - De Donaulimes (Westelijk gedeelte)  · Joods-middeleeuws erfgoed van Erfurt · Complex van de residentie van Schwerin · Moravische kerknederzettingen (Herrnhut)